# Temuco
Temuco je město v jižním Chile. Je hlavním městem provincie Cautín i regionu Araukánie. Ve městě žije přibližně 282 tisíc obyvatel.

## Historie
Město bylo založeno jako vojenské opevnění dne 24. února 1881. Na konci 19. a počátkem 20. století město přijalo významné množství evropských přistěhovalců švýcarské, španělské, německé, francouzské, italské, britské a holandské národnosti, stejně jako židovskou menšinu.
Básník Pablo Neruda zde prožil velkou část svého dětství a mládí. Město bylo vybráno jako co-hostitel v roce Copa América 2015.